# The Girl and the Outlaw
The Girl and the Outlaw er en amerikansk stumfilm fra 1908 af D. W. Griffith.

## Medvirkende
- Charles Inslee som Bill Preston
- Harry Solter
- George Gebhardt
- Arthur V. Johnson
- Florence Lawrence